# Tadeusz Grzesło
Tadeusz Tomasz Grzesło ps. „Oksza” (ur. 30 września 1919 w Krakowie, zm. 27 sierpnia 2007 tamże) – polski pedagog, harcmistrz ZHP, żołnierz AK, porucznik rezerwy WP, honorowy obywatel Fromborka.

## Dzieciństwo i dwudziestolecie międzywojenne
Syn Antoniego (1875-1941, kawalerzysty, uczestnika I wojny światowej, krawca, działacza spółdzielczego i związkowego) i Antoniny z d. Mirocha (1887-1970, pracownicy fabryki cygar). Miał braci Mariana (ps. „Nycz”, 1913-1997, tech. elektromechanik, w kamp. wrześn. plut. 20 pp, sierż. AK, działacz harcerski) i Stefana (ps. „Ciateko”, ur. 1926, mistrz elektromonter, czł. Szarych Szeregów, w czasie okupacji w obozie pracy w Niemczech, po wojnie por. WP, podharcmistrz).
Uczęszczał do Szkoły Powszechnej im. św. Mikołaja w Krakowie, gdzie w roku 1933 ukończył siódmą klasę. W tym czasie wstąpił do harcerstwa, do gromady wilcząt, a następnie w r. 1933 do 11 Krakowskiej Drużyny Harcerzy. Następnie w latach 1936/1937 i 1937/1938 uczył się w Seminarium XX. Salezjanów w Jaciążku koło Makowa Mazowieckiego w powiecie przasnyskim i w roku 1938/1939 w Daszawie w powiecie Stryj. Od września 1936 r. do sierpnia 1938 należał do 40 Mazowieckiej DH, a następnie do próbnej drużyny w Daszawie, gdzie pełnił funkcję zastępowego, ukończył w Hufcu Stryj kurs drużynowych i otrzymał stopnie drużynowego po próbie i Harcerza Orlego. 
Po powrocie do Krakowa był lipcu 1939 r. zastępowym w 9 Podgórskiej DH na obozie w Chełmcu Polskim koło Nowego Sącza.

## II wojna światowa
Od 16 sierpnia do 6 września 1939 r. pełnił służbę w krakowskim Pogotowiu Harcerzy jako łącznik komendanta Pogotowia hm dr Władysława Szczygła, oraz drużynowy grupy harcerskiej przy Komitecie Blokowym LOPP. Grupa przygotowywała kwartał kamienic na wypadek ataku lotniczego, a wchodzące w jej skład dziewczęta sformowały posterunek sanitarny. Od 28 do 6 września grupa udzielała pomocy obsłudze działka przeciwlotniczego zainstalowanego na dachu budynku Szkoły Powszechnej im. Św. Mikołaja oraz uczestniczyła w transportowaniu rannych do szpitali.
Od pierwszych dni okupacji włączył się do konspiracyjnej pracy harcerskiej. Był drużynowym powstałej w grudniu 1939 r. drużyny Szarych Szeregów „Bellafenita”, złożonej z trzech zastępów (piątek), prowadzącej działalność w zakresie samokształcenia, organizacji życia kulturalnego (przedstawienia) oraz przysposobienia wojskowego i zajęcia harcerskie. Brała ona udział w kolportażu konspiracyjnych wydawnictw, wywiadzie, a także w organizowaniu przerzutu osób zagrożonych aresztowaniem na Węgry.
Na przełomie 1940/1941 uczestniczyła w prowadzonych pod kryptonimem „Victoria” akcjach małego sabotażu. W latach 1939–1941 pracował dorywczo w „Solvayu”, jako pomocnik murarski i inkasent, a równocześnie w roku 1940/41 ukończył kurs handlowo-biurowy. 28 maja 1941 r. został aresztowany. Po pobycie w obozach przejściowych, od czerwca 1941 r. przebywał w obozie pracy przymusowej przy Hucie Hohenzollern w Laucherthal (Badenia-Wirtembergia). Po nieudanej próbie ucieczki trafił kolejno do więzień w Wiedniu, Salzburgu, Monachium, Ulm i Stuttgarcie. Po zwolnieniu z więzienia ponownie znalazł się w obozie w Laucherthal. 13 października 1942 r. uciekł z obozu i dotarł do Krakowa.
Powrócił do pracy konspiracyjnej. Od stycznia 1943 do lipca 1944 r. był zastępcą dowódcy pocztu III Odcinka „Granit” Zgrupowania „Żelbet” AK. Pracował w miejskim ośrodku zdrowia. Od 15 kwietnia do 15 września 1943 r. uczestniczył w kursie dywersji i małego sabotażu, a następnie w kursie podoficerów piechoty, po czym otrzymał stopień kaprala. W tym czasie uczestniczył w akcjach „N” i „M”, „October”, „Dożynki u Franka”, a także w przygotowywaniu i kolportażu ulotek satyrycznych. Kierował wywiadem wojskowym, uczestniczył w akcjach sabotażowych na terenie PKP – Parowozownia Dworzec Główny, oraz w rozpoznaniu poprzedzającym przeprowadzenie akcji „Luty” (próba odbicia płk J. Spychalskiego). Kiedy w czasie tych przygotowań 26 maja 1944 r. patrol AK zastrzelił dwóch policjantów, Niemcy 27 maja 1944 wykonali przy ul. Botanicznej egzekucję na 40 żołnierzach podziemia - więźniach Montelupich. Wówczas Tadeusz Grzesło przeprowadził obserwację egzekucji oraz identyfikację niektórych jej ofiar.
Po rozbiciu odcinka na skutek aresztowań, od lipca 1944 do 18 stycznia 1945 r. był drużynowym 3 drużyny „Wrzos” 14 komp. 5 baonu Zgrupowania „Żelbet”. 11 listopada 1944 otrzymał stopień plutonowego. W grudniu 1944 r. zorganizował pięcioosobową grupę swoich podkomendnych zakonspirowaną w ramach akcji „NIE”, którą na polecenie dowództwa wprowadził z końcem stycznia 1945 r. do organizującego się Związku Walki Młodych (ZWM).

## Okres powojenny
Od lutego do maja 1945 r. kierował grupą operacyjną Zarządu Wojewódzkiego ZWM, organizując m.in. pierwszy młodzieżowy zespół artystyczny – Teatr Ziemi Krakowskiej ZWM. Równocześnie był instruktorem Wydziału Organizacyjnego Komendy Chorągwi Harcerzy w Krakowie.
Następnie 28 maja 1945 r. w grupie operacyjnej Bolesława Drobnera udał się do Wrocławia, gdzie skupił wokół siebie grupę nastolatków, którą zorganizował jako grupę operacyjną ZWM. 27 lipca 1945 r. został mianowany przewodniczącym Zarządu Miejskiego ZWM we Wrocławiu, którym był do stycznia 1946 r. Równocześnie podjął na terenie Wrocławia działalność harcerską. Wspólnie z phm Edwardem Emilskim zorganizował od dnia 29 lipca 1945 r. na terenie gazowni miejskiej szkoleniowy obóz harcerski dla harcerzy z III Hufca Harcerzy (XIV i IV KDH) z Krakowa.

Od 11 sierpnia 1945 był członkiem Komitetu Organizacyjnego ZHP, od 7 października zastępcą komendanta, od 20 grudnia tegoż roku p.o. Hufcowego, a od 10 lutego 1946 r, hufcowym I Hufca Harcerzy we Wrocławiu. W styczniu 1946 r. otrzymał stopień Harcerza Rzeczypospolitej. Zorganizował rozpoczęty w lutym 1946 r. kurs drużynowych, a latem obóz wędrowny szlakiem „Orlich Gniazd”. Funkcję komendanta pełnił do 10 listopada 1946 r. Prężnie rozwijająca się praca harcerska polegała głównie na pomocy szkołom w zorganizowaniu normalnych zajęć lekcyjnych, odgruzowywaniu miasta, oraz integracji dzieci i młodzieży przybyłej z różnych środowisk.
1 września 1945 r. podjął pracę jako funkcjonariusz milicji w stopniu szeregowego. Po ujawnieniu się w marcu 1947 przed organami WUBP we Wrocławiu, w kwietniu tegoż roku został ze służby zwolniony. Poddano go pod dozór służb bezpieczeństwa, które prowadziły jego inwigilację do 1952 r.
Pozostawał bez pracy do września 1947, kiedy zatrudniono go w Robotniczym Towarzystwie Przyjaciół Dzieci we Wrocławiu, gdzie już od 1945 r. był inspektorem organizacyjnym. Pracował tam na stanowisku kierownika referatu w Delegaturze Dolnośląskiej, a następnie jako inspektor Zarządu Wojewódzkiego (do IV 1952).
W latach 1947–1948 ukończył Specjalne Kursy Pedagogiczne Ministerstwa Oświaty. W roku 1947 został mianowany podharcmistrzem. Od listopada tegoż roku był instruktorem Dolnośląskiej Chorągwi Harcerzy kolejno jako zastępca komendanta Hufców Harcerzy we Wrocławiu, kierownik referatu Harcerskiej Służby Informacyjnej i komendant Hufca Wrocław-Zachód (2 II 1948 – 2 III 1949).
W roku 1952 powrócił do Krakowa i podjął pracę na stanowisku inspektora organizacyjnego Zarządu Wojewódzkiego TPD. Od września 1956 r. był instruktorem lustracyjnym drużyn szkolnych w Wojewódzkiej Komendzie OHPL w Krakowie, a następnie od grudnia 1956 do października 1958 r. instruktorem Wydziału Organizacyjnego krakowskiej Komendy Chorągwi Harcerstwa. 1 listopada 1959 otrzymał stopień harcmistrza.
Od października 1958 do października 1961 r. był komendantem Hufca Kraków-Grzegórzki, a następnie do kwietnia 1963 r. kierownikiem Referatu Starszoharcerskiego w komendzie tego hufca i od maja do października 1963 r. ponownie komendantem hufca Kraków-Grzegórzki. W tym czasie był również członkiem Chorągwianej Komisji Dyscyplinarnej. W roku 1962 przeszedł do pracy do III Wydziału PAN w Krakowie – Zarządu Głównego PTMA – Redakcja „Uranii” na stanowisko dyrektora biura. 22 lipca 1970 r. otrzymał honorowy stopień Harcmistrza Polski Ludowej. Był szefem Sztabu Akcji „Operacja 1001-Frombork” (1969-1973), członkiem Chorągwianej Komisji Kształcenia i Stopni Instruktorskich i szefem Chorągwianego Sztabu Obchodów 500. Rocznicy Urodzin Mikołaja Kopernika. W czerwcu 1979 r. przeszedł na emeryturę. Od roku 1981 był członkiem Komisji Historycznej Krakowskiej Komendy Chorągwi ZHP, od 1992 przewodniczącym Harcerskiego Kręgu Seniorów-Kombatantów, a od 2005 r. honorowym przewodniczącym tego kręgu.

Współpracował z Komisją Historyczną Wrocławskiej Chorągwi ZHP, oraz redakcją „Słownika biograficznego instruktorów harcerskich Dolnego Śląska 1945-1990”. W roku 2004 otrzymał stopień podporucznika rezerwy.

## Życie prywatne
10 kwietnia 1944 r. zawarł związek małżeński z Władysławą Panek (ur. 1921, mistrz krawiecki, nauczyciel zawodu, podharcmistrzyni), z którą miał dwóch synów Andrzeja (ur. 1944, techn. górnik i geodeta, podharcmistrz) i Czesława (ur. 1952, technik kolejnictwa).

## Śmierć i pogrzeb
Zmarł 27 sierpnia 2007 r. w Krakowie. Został pochowany 4 września 2007 r., na Cmentarzu Salwatorskim w Krakowie.

## Ordery, odznaczenia i medale
- Krzyż Komandorski Orderu Odrodzenia Polski (2005) za wybitne zasługi w działalności na rzecz odnowy zabytków Krakowa[1]
- Krzyż Oficerski Orderu Odrodzenia Polski (1983)
- Krzyż Kawalerski Orderu Odrodzenia Polski (1975)
- Złoty Krzyż Zasługi (1959)
- Krzyż Partyzancki (1985)
- Krzyż Armii Krajowej (1977)
- Medal Komisji Edukacji Narodowej (1974)
- Medal Wojska (1948-czterokrotnie)
- medal „Za udział w wojnie obronnej 1939” (1988);
- Medal Zwycięstwa i Wolności 1945 (1958)
- Medal Rodła (1988)
- Medal Komisji Historycznej Krakowskiej Chorągwi ZHP (2007)
- Złoty Krzyż „Za Zasługi dla ZHP” (1969)
- Krzyż „Za Zasługi dla ZHP” z „Rozetą z Mieczami” (1988)
- Odznaka „Honoris Gratia” miasta Krakowa (2006)
- Odznaka Grunwaldzka (1958)
- Odznaka „Pioniera Wrocławia”
- Odznaka „Budowniczego Wrocławia”
- Odznaka „Zasłużony dla Chorągwi Wrocławskiej”